# Alucitidae
Famille
Les Alucitidae sont une famille de lépidoptères (papillons) dont les ailes ont une forme tout à fait caractéristique : les ailes antérieures et postérieures sont organisées  autour de six nervures rigides, d'où irradient des cellules flexibles formant une structure d'ensemble rappelant des plumes d'oiseaux.
Cette famille regroupe environ 9 genres et 216 espèces décrites. On les trouve surtout dans les régions tempérées à subtropicales, mais jamais en climat tropical[réf. souhaitée]. Même au sein de leurs aires de répartition, leur diversité est souvent faible ; en Grande-Bretagne, par exemple, on n'en trouve qu'une seule espèce : Alucita hexadactyla. On trouve d'autres espèces d'Alucitidae en Europe continentale, principalement du genre Alucita.

## Systématique
La systématique de cette famille est débattue. Les Alucitidae sont généralement associés aux Tineodidae pour former la super-famille des Alucitoidea, mais de récentes études en phylogénétique moléculaire suggèrent que la famille des Tineodidae est paraphylétique, et qu'elle devrait être synonymisé avec Alucitidae.

## Liste des genres
- Alinguata
- Alucita Linnaeus, 1758
- Hebdomactis
- Hexeretmis
- Microschismus
- Paelia
- Prymnotomis
- Pterotopteryx Hannemann, 1959
- Triscaedecia